# Xã Buffalo, Quận Newton, Missouri
Xã Buffalo (tiếng Anh: Buffalo Township) là một xã thuộc quận Newton, tiểu bang Missouri, Hoa Kỳ. Năm 2010, dân số của xã này là 2.149 người.